# Guadalupe Llori
Esperança Guadalupe Llori Abarca (El Coca, 1963) és una advocada i política equatoriana. Ha ocupat diversos càrrecs públics, sent el més important d'ells, la de Presidenta de l'Assemblea Nacional d'Equador (entre maig del 2021 i maig del 2022), sent la primera dona indígena en la història d'Equador a dirigir el poder legislatiu, així com la primera membre del Moviment d'Unitat Plurinacional Pachakutik a assolir aquest càrrec.
Va iniciar la seva carrera política el 2000 com a alcaldessa del cantó Francisco de Orellana. Posteriorment va ser elegida prefecta de la província d'Orellana, però va ser destituïda del càrrec al març de 2008, en trobar-se detinguda des de desembre de 2007, per ser artífex d'una vaga a Dayuma en contra de l'activitat petroliera. Després de rebre una amnistia de l'Assemblea Nacional Constituent, va tornar a intervenir per la prefectura, recuperant el càrrec i sent reelegida el 2014.
El desembre del 2018 va renunciar al seu càrrec de prefecta, per participar en les eleccions municipals de Francisco de Orellana, perdent aquests comicis. Posteriorment, el 2021, va ser escollida assembleista nacional en representació d'Orellana. Gràcies a un pacte polític entre el Moviment CREO, Pachakutik i altres agrupacions polítiques, Llori va ser triada com a presidenta del parlament, càrrec del qual va ser destituïda un any més tard. Va conservar la curul legislativa, fins a la dissolució del parlament el maig de 2023, pel govern de Guillermo Lasso.